# 广西鳞毛蕨
广西鳞毛蕨（学名：Dryopteris guangxiensis）为鳞毛蕨科鳞毛蕨属下的一个种。其种加词“guangxiensis”意为“广西的”。